# ミリー・ケサダ
ミリー・ケサダ（西: Milly Quezada、1952年5月21日 - ）は、ドミニカ共和国出身の歌手。本名はミラグロス・ケサダ・ボルボン（Milagros Quezada Borbon）。「メレンゲの女王」と呼ばれている。
女性メレンゲ歌手の先駆けで、ラテンアメリカでは1980年ごろから知られる。これまでにラテングラミー賞、ビルボーズ賞、プレミオス・ロ・ヌエストロ賞、カサンドラ賞、エル・ソベラノ賞などを受賞した。

## 経歴
幼い頃から音楽に関心があり、1975年には兄弟とグループ「ミリー・ジョセリン&ロスベシノス」を結成した。メレンゲは元々男性だけが歌う音楽だったが、ミリーは女性で初めてそれを歌い、それまでの「マッチョ型」というイメージを破った。
1995年にはRTPレコードレベルからメレンゲ・アルバム「En Tus Manos」を発売。このアルバムのプロモーション中にミリーの夫・マネージャーのラファエル・バスケスが突然死し、ミリーは音楽活動を一時休止した。その2年後に再開し、今のペドロ・ヌネス・デル・リスコマネージャーとソニーから新しいソロアルバム「Hasta Siempre」を発売し、大ヒットした。
1998年にはエルビス・クレスポと一緒にパラ・ダルテ・ミ・ビダというデュエットを結成し、アルバム「Vive」を発売。大ヒットした。
2003年にラテングラミー賞のメレンゲ・アルバム・オブ・ザ・イヤー部門を受賞。ドミニカ共和国の女性歌手でこの賞を最初を受けた女性アーティストになった。2006年にアルバム「MQ」を発売し、またグラミー賞を受賞した。2009年に「Solo Faltas Tu」を発売し、ドミニカ共和国だけで1週間で5万台を売り上げた。シングル「Cheque al Portador」が大ヒットになった。
2011年にはグラミー賞受賞フアン・ルイス・ゲラ (Juan Luis Guerra) と一緒にトーマ・ミ・ヴィダ (Toma Mi Vida) というデュエットを結成し、アルバム「Aquí Estoy Yo 」を発売。Aquí Estoy Yoというアルバムは、Victor ManuelleとTito Nievesとのコラボレーションが含まれている。シャキーラ（SHAKIRA）の曲も含まれている（LO QUE MAS)。
2012年にラテングラミー賞のコンテンポラリー・トロピカル・アルバム・オブ・ザ・イヤー部門とトロピカル・ソング・オブ・ザ・イヤー部門も受賞。
人気オーディション番組アイドル プエルトリコの2013年よりスタートする最新シーズンの審査員としてミリーが参加することになった。
2017年にラテンアメリカで有名なミュージックフェスFestival Presidenteにてライブを行った。今までのFestival Presidenteでミリーは女性歌手として、最もパフォーマンスしている歌手である。
2018年にエル・ソベラノ賞やプレミオス・ロ・ヌエストロ賞にパフォーマンスをした。
2019年に新しいアルバムをリリース予定。 De ColoresはIlegalesとのコラボ曲である。iTunes、SpotifyやYouTubeなどでニューシングルとしてリリースされている。
De Coloresと下記のシングルは新アルバムに含まれている。
- La Pimienta Es La Que Pica（Feat．Maridalia Hernandez & Fefita La Grande)
- Que Lluevan Corazones
- Mejor Que a ti me va
- Que Tiene Ella.

ILEGALESと並びに、新アルバムは GILBERTO SANTA ROSA、ANTHONY SANTOS、PAVEL NUNEZ とHECTOR ACOSTA （EL TORITO)とのコラボ曲もある。

## ディスコグラフィー

### Milly y los Vecinos
- Esta es Milly con los Vecinos (This is Milly with los Vecinos)
- La gente de hoy (Today's People) (現在の人々)
- Pa' Dominicana (To Dominican Republic) (ドミニカ共和国へ)
- Los Vecinos en su momento (The Vecinos at Their Best Moment)
- 'Milly en Boleros (Milly into Boleros)
- Acabando (Kicking Some)
- Nostalgia (Nostalgy) (懐かしさ)
- Esta Noche, Los Vecinos (Topnight, Los Vecinos!) (今晩、Los Vecinosと)
- Milly en Salsa (Milly into Salsa, alongside Luis "Perico" Ortiz)
- Dinastía
- Special Delivery
- Etiqueta Negra (Black Tie Affair)
- Por Supuesto (Of Course)
- Ahora es (Now's the Time)
- 7+1= Vecinos
- Flying solo
- La Milly una noche (Milly, one Night)
- Celebrando (Celebrando)
- Lo Mejor de Milly y los Vecinos (The Best of Milly y los Vecinos, a remix)
- En tus manos (On Your Hands) (君の手に)

### ソロ・アルバム
- Hasta siempre (Forever)
- Milly vive (Milly Lives)
- Tesoros de mi Tierra (Treasures From my Homecountry, where she had her first experience singing Bachata)
- Milly, éxitos y más (Milly, Hits and More)
- Pienso así (This is How I Think)
- MQ (MQ)
- Sólo Faltas Tú
- AQUI ESTOY YO 2011 (Here I Am)